# Національна служба здоров'я України
Національна служба здоров'я України — центральний орган виконавчої влади, що реалізує державну політику у сфері державних фінансових гарантій медичного обслуговування населення за програмою медичних гарантій. НСЗУ є національним страховиком, який укладає договори із закладами охорони здоров'я та закуповує у них послуги з медичного обслуговування населення. НСЗУ контролює дотримання умов договорів та робить прямі виплати закладам за надані послуги.

## Створення
Медична реформа в Україні впроваджувалася з 2016 року під керівництвом в.о. міністра охорони здоров'я Уляни Супрун. На основі нової Концепції реформи фінансування системи охорони здоров'я Верховна Рада 19 жовтня 2017 року прийняла Закон «Про державні фінансові гарантії медичного обслуговування населення», який набрав чинності 30 січня 2018 року. За один із ключових елементів реформи фінансування системи охорони здоров'я відповідає новий орган — Національна служба здоров'я України.
Служба утворена і Положення про неї затверджене Кабміном 27 грудня 2017 року.
27 лютого 2018 у конкурсі на голову НСЗУ переміг Олег Петренко — заступник керівника приватної київської клініки. 28 березня його призначив на посаду Кабмін.
НСЗУ зареєстрована в Міністерстві юстиції 30 березня 2018 року.

## Статус
Національна служба здоров'я виконує функції єдиного національного замовника медичних послуг та лікарських засобів за програмою медичних гарантій. Кошти, якими вона оперує від імені держави для оплати медичних послуг (більше 100 млрд гривень щороку), зберігаються на казначейських рахунках. Служба не є власником закладів охорони здоров'я та не здійснює управління ними (принцип розмежування функцій замовника і постачальника медичних послуг).
Згідно з Законом, її основними функціями є:
1. реалізація державної політики у сфері державних фінансових гарантій медичного обслуговування населення за програмою медичних гарантій;
2. проведення моніторингу, аналізу і прогнозування потреб населення України у медичних послугах та лікарських засобах;
3. виконання функцій замовника медичних послуг та лікарських засобів за програмою медичних гарантій;
4. розроблення проєкту програми медичних гарантій, внесення пропозицій щодо тарифів;
5. укладення, зміна та припинення договорів про медичне обслуговування населення та договорів про реімбурсацію;
6. перевірка дотримання надавачами медичних послуг вимог, встановлених порядком використання коштів програми медичних гарантій і договорами про медичне обслуговування населення;
7. забезпечення функціонування eHealth — електронної системи охорони здоров'я[9].

Діяльність НСЗУ спрямовується і координується Кабінетом Міністрів України через Міністра охорони здоров'я. Вона здійснює свої повноваження безпосередньо та через утворені територіальні органи.
НСЗУ очолює Голова, який призначається на посаду та звільняється з посади Кабінетом Міністрів України за пропозицією Комісії з питань вищого корпусу державної служби.
НСЗУ є юридичною особою публічного права.
Передбачено утворення Ради громадського контролю з метою забезпечення прозорості та громадського контролю за діяльністю Служби.

## Територіальні підрозділи
У 2019 році планується відкрити регіональні підрозділи без права юридичної особи, щоб підсилити роботу НСЗУ в регіонах:
| Місто  | Назва                                   | Територія діяльності                                                                               |
| ------ | --------------------------------------- | -------------------------------------------------------------------------------------------------- |
| Київ   | Центральний міжрегіональний департамент | Київська Житомирська Вінницька Черкаська м. Київ                                                   |
| Одеса  | Південний міжрегіональний департамент   | Одеська Херсонська Миколаївська АР Крим                                                            |
| Дніпро | Східний міжрегіональний департамент     | Дніпропетровська Донецька Луганська Запорізька Кіровоградська                                      |
| Харків | Північний міжрегіональний департамент   | Харківська Чернігівська Сумська Полтавська                                                         |
| Львів  | Західний міжрегіональний департамент    | Львівська Рівненська Тернопільска Волинська Хмельницька Івано-Франківська Закарпатська Чернівецька |

## Керівництво, кадри
Першим головою Служби був Олег Петренко (з 28 березня 2018 по 4 грудня 2019).
Його заступниками були Наталія Рябцева та Оксана Мовчан.
4 грудня 2019 року Уряд задовольнив заяву Петренка про звільнення, подану після зміни міністра охорони здоров'я. Тимчасове виконання обов'язків покладене на Оксану Мовчан.
Гранична чисельність працівників визначена на рівні 1060 осіб, у тому числі 250 у центральному апараті та 810 у територіальних органах.
Поточне керівництво:
Гусак Наталія Борисівна — голова НСЗУ від листопада 2021
Кондратова Ірина Юріївна — заступник голови з 15 вересня 2023
Надашкевич Ірина Сергіївна — заступник голови з 26 вересня 2023
Рябець Олександр Володимирович — заступник голови з 21 вересня 2023.

## Діяльність
Наприкінці травня 2018 НСЗУ опублікувала перше оголошення про укладення договорів із закладами охорони здоров'я — почалась так звана «перша хвиля» підписання договорів із закладами первинної медичної допомоги. За її результатами на нову форму фінансування з липня перейшли 149 медзакладів первинної медицини, 7 приватних медичних закладів, а також 7 лікарів-фізичних осіб-підприємців (ФОП) у 22 областях України.
Вперше виплати за новим порядком були зупинені у липні 2018 калуській лікарні, в якій декларації оформлювалися поза електронною системою і без підписів пацієнтів. Подібна історія масової підробки декларацій сталася пізніше в Ірпінському центрі ПМСД.
Друга хвиля укладення договорів оголошена 25 липня і тривала до 15 серпня. Результатом стало укладення договорів з 389 закладами комунальної форми власності, 40 закладами приватної форми власності та 33 лікарями-ФОПами.
Третя хвиля тривала з 26 листопада по 20 грудня 2018 року.
Станом на 10 вересня 2018 року НСЗУ виплатила закладам охорони здоров'я 809,9 млн грн, а за підсумками року — 3,5 млрд грн.
У 2019 році НСЗУ реалізує програму «Доступні ліки», тобто перебере на себе реімбурсацію певної кількості лікарських засобів. У 2020 році фінансування всіх медичних послуг здійснюватиметься через НСЗУ. Перші виплати за програмою «Доступні ліки» почалися у квітні 2019 року.
Четверта хвиля підписання договорів почалася в лютому 2019 і триватиме до 20 листопада. На той час вже 97 % комунальних медзакладів стали партнерами НСЗУ.
З 1 квітня 2019 року у Полтавській області стартував пілотний проєкт щодо оплати лікування пацієнтів у стаціонарних відділеннях за новою моделлю, яка буде поширена у всіх регіонах України. Пілотний проєкт триватиме до кінця 2019 року. Суттю нової моделі є оплата закладам за випадки госпіталізації та лікування конкретного пацієнта, а не на «ліжко-місце». Відпрацьовуючи нову модель фінансування, НСЗУ отримає достовірну та докладну інформацію щодо кількості та структури госпіталізацій.
З 1 липня 2019 року передбачалось оплачувати 54 діагностичні та лікувальні послуги. До програми включені 12 різних аналізів, мамографія, 5 видів рентгенографії (грудної клітки, суглобів, хребта, кісток і навколоносових пазух), ехокардіографія, моніторинг ЕКГ, 2 види тестів для визначення патологій серцево-судинної системи, 6 видів УЗД (шлунково кишкового тракту, нирки, сечовий міхур, артерії ніг, щитоподібна і молочні залози), 4 види біопсії під контролем УЗД (щитоподібної залози, лімфатичних вузлів, молочних і передміхурової залоз), видалення новоутворень (м'яких тканин і шкіри в носі, гортані, вухах), а також ендоскопічні дослідження та операції одного дня (стравоходу, шлунку, дванадцятипалої і товстої кишки, сечового міхура, трахеї і бронхів). Проте, впровадження цієї програми під назвою «Безкоштовна діагностика» було відкладено через технологічну неготовність закладів різного рівня.
Протягом 2019 року також іде впровадження електронної медичної картки, електронного рецепту.
У травні 2019 запрацював автоматичний обмін даними між НСЗУ та Державною службою з лікарських засобів та контролю за наркотиками через систему «Трембіта», що сталося вперше в державі.
Програма медичних гарантій на 2020 рік включає фінансування пологів, ранньої діагностики онкозахворювань та ін. Всього на річну програму виділено 72 млрд грн, що складає 64 % від бюджету на всю медичну галузь.
З 1 квітня 2020 року стартувала друга хвиля трансформації системи охорони здоров'я, що означає поширення Програми медичних гарантій на всі види допомоги: первинну, спеціалізовану, високоспеціалізовану, екстрену, паліативну, медичну реабілітацію та реімбурсацію ліків. Послуги фінансуватимуться державою через НСЗУ.
У першому кварталі 2024 року Національна служба здоров'я України уклала договори з 4 медичними лабораторіями: «Ескулаб», CSD, «Смартлаб», «Сінево», в яких за направленням лікаря можна безплатно здати аналізи.